# Eduardo Chirinos
 (mai 2025).
Si vous disposez d'ouvrages ou d'articles de référence ou si vous connaissez des sites web de qualité traitant du thème abordé ici, merci de compléter l'article en donnant les références utiles à sa vérifiabilité et en les liant à la section « Notes et références ».
Eduardo Chirinos, né le 4 avril 1960 à Lima et mort le 17 février 2016 à Missoula, est un poète et écrivain péruvien. Il appartient à la « Génération des 80 », au côté des poètes José Antonio Mazzotti, Rossella Di Paolo et Raúl Mendizábal. Avec Mazzotti et Mendizábal, il forme le groupe appelé « Les Trois Tristes Tigres ».

## Biographie
Fils d'Eduardo Chirinos Quesada et Ana María Arrieta Lostaunau, il a suivi sa scolarité secondaire au Collège de la Inmaculada (1967-1977). Il a intégré la Faculté d'Humanités de l'Université Pontificale Catholique du Pérou, où il a obtenu en 1985 le "bachiller" (premier diplôme universitaire) avec mention en Linguistique et Littérature. En 1988 il a obtenu sa licence. 
Il a commencé à publier très jeune dans les revues étudiantes Trompa de Eustaquio et Calandria. Ses premiers recueils de poèmes furent: Cahiers d'Horace Morell (1981), Chroniques d'un oisif (1983) et Archives d'empreintes digitales (1985); ce dernier lui a valu le Prix Copé 1984. Il est allé en Espagne avec une bourse de l'Institut de Coopération Ibero-américaine (1986). 
À son retour à Lima en 1988 il a exercé comme journaliste culturel et professeur de littérature à l'Université Pontificale Catholique du Pérou. En 1993 il est allé aux États-Unis pour compléter ses études à l'Université de Rutgers (New Jersey), où il a obtenu un doctorat avec une thèse sur le silence dans la poésie hispano-américaine que le Fond de Culture Économique a publiée sous le titre La demeure du silence (1998). 
Depuis lors il a résidé dans plusieurs villes américaines: Nouveau-Brunswick, Binghamton, Philadelphie et Missoula. Il y a été professeur de littérature hispano-américaine à l'Université de Binghamton (1999), l'Université de la Pennsylvanie (1999-2000) et l'Université de Montana (2000-2016).
Il est mort d'un cancer en février 2016.

## Publications

### Poésie
- Cuadernos de Horacio Morell. Lima: Trompa de Eustaquio, 1981. Lima: Estruendomudo / Universidad Católica Sedes Sapientiae, 2006.
- Crónicas de un ocioso. Lima: Trompa de Eustaquio, 1983.
- Archivo de huellas digitales. Lima: Copé, 1985.
- Sermón sobre la muerte. Madrid: Ediciones del Tapir, 1986. [Les poèmes de ce livret constituent la dernière partie de Rituales del conocimiento y del sueño].
- Rituales del conocimiento y del sueño. Madrid: El Espejo de Agua, 1987.
- El libro de los encuentros. Lima: Colmillo Blanco, 1988.
- Canciones del herrero del arca. Lima: Colmillo Blanco, 1989.
- Recuerda, cuerpo...  Madrid: Ediciones del Tapir, 1991.
- El equilibrista de Bayard Street. Lima: Colmillo Blanco, 1998. Cáceres: Ediciones Liliputienses,  2013.
- Abecedario del agua. Valencia: Pre-Textos, 2000.
- Breve historia de la música. Madrid: Visor, 2001.
- Escrito en Missoula. Valencia: Pre-Textos, 2003.
- No tengo ruiseñores en el dedo. Valencia: Pre-Textos, 2006. Lima: Peisa, 2008.
- Ejercicios para borrar la lluvia. Málaga: Centro Cultural Generación del 27. Publicación de la Antigua Imprenta Sur, 2008. [Les trois poèmes de ce livret font partie de Humo de incendios lejanos].
- Humo de incendios lejanos. México: Editorial Aldus, 2009. Lima: Mesa Redonda, 2010.
- Catorce formas de melancolía. Prólogo de Ramón Cote Baraibar. Lima: Tranvías, 2009. Palma de Mallorca: Universitat de les Illes Balears, Col·lecció Poesia de  Paper, 2010.
- Mientras el lobo está. Madrid: Visor, 2010. Lima: Mesa Redonda, 2010.
- Treinta y  cinco lecciones de biología (y tres poemas didácticos). Granada: Valparaíso, 2013. México: Textofilia / Universidad Autónoma de México, 2015. Lima: Ediciones Paracaídas /Animal de Invierno / Universidad Católica Sedes Sapientiae, 2015.
- Medicinas para quebrantamientos del halcón. Valencia: Pre-Textos, 2014. Lima: Mesa Redonda, 2014
- Fragmentos para incendiar la Quimera. Granada: Dauro, 2014.
- Siete días para la eternidad (Homenaje a Odysseas Elytis). Lima: Librería Sur, 2015.
- Naturaleza muerta con moscas. (Valencia: 2016)
- Harmonices Mundi (Sevilla: 2016) publication posthume.
- Tetramorfos (Lima: 2018) publication posthume.
- Naturaleza muerta con moscas. Medicinas para quebrantamientos del halcón (México, 2021).

### Prose biographique
- Annuaire minime (1960-2010). Barcelone: Lumières de Gálibo, 2012. Bogota: El Peregrino Éditions, 2014. Mexique: Conaculta, 2014.

#### Anthologies personnelles
- Raritan Blues (Antología Personal 1978-1996). Edition et prologue de Ernesto Lumbreras. México: Universidad Autónoma Metropolitana, 1997.
- Amores & Desamores. Présentation de Roberto Criado, prologue de Luis Fernando Jara. Lima: Estudios Generales Letras. Pontificia Universidad Católica, 1999. Maracay: La Liebre Libre, Colección Escampos, 2003.
- Naufragio de los días (1978-1998). Sélection de Vicente Tortajada. Sevilla: Renacimiento, Colección Azul, 1999.
- Poesía en la Residencia. Eduardo Chirinos. Présentation de Martín Rodríguez-Gaona. Madrid: Residencia de Estudiantes, 2001.
- Derrota del otoño. Guadalajara: Filodecaballos, 2003.
- Coloquio de los animales. Prologue de Fernando Iwasaki. Sevilla: Renacimiento, Colección Azul, 2008. Bogotá: Universidad Javeriana, 2013. 2ª ed. aumentada. Bogotá: Universidad Javeriana, 2015.
- Catálogo de las naves (1978-2012). Lima: Estruendomudo/Universidad Alas Peruanas, 2012.
- Fragmentos de una alabanza inconclusa. Bogotá: Caza de Libros/Agenda Cultural Gimnasio Moderno, 2014. Editorial Colmillo Blanco, 2017
- Lo que dice el canto de los pájaros. (Antología 1993-2003). San José de Costa Rica: Colección Casa de Poesía, 2014.
- La música y el cuerpo. 50 Poemas de Eduardo Chirinos. Aleyda Quevedo, ed. Quito: Ediciones Línea Imaginaria, 2015.
- Incidente con perro en la calle cinco. México/Houston: Literal Publishing, Colección Dislocados, 2015.
- Cuando suena la música (Lima: Editorial Lumen, 2019).

### Essais
Critique littéraire sur des auteurs de langue espagnole.
- Le plafond de la baleine. Approches de la poésie péruvienne et hispano-américaine contemporaine (Lima: 1991).
- La demeure du silence. Présence et représentation des silences dans la poésie d'Emilio Adolfo Westphalen, Gonzalo Rojas, Olga Orozco, Javier Sologuren, Jorge Eduardo Eielson et Alejandra Pizarnik (Lima: Fond de Culture Économique, 1998).
- Neuf regards sans propriétaire. Essais sur la modernité et ses représentations dans la poésie hispano-américaine et espagnole (2004).
- Nouvelle anthologie antarctique (Lima, 2013)
- Ouvrir en prose. Neuf essais sur la poésie hispano-américaine (Madrid, 2016).

### Anthologies
- Fol amour (en collaboration avec Jorge Eslava, 1991 rééditée en 2007).
- Infame Tourbe. Poésie dans l'Université Catholique (1992, rééditée en 1997).
- Éloge de la retenue de José Watanabe (2003).
- Les yeux du masque de José Juan Tablada (2008).
- Rose polypétale. Artifices dans la poésie espagnole d'avant-garde (2009).
- Seulement une chanson, (Editorial Pre-Textos 2004), anthologie traduite de l'oeuvre poétique de Mark Strand.
- L'iris sauvage (Editorial Pre-Textos 2006) de la poétesse américaine Louise Glück.

### Divers
Oeuvres qui mêlent la prose critique avec la chronique et les vers: 
- Epître aux passants (2001)
- Le Fingidor (2003)
- Los largos oficios inservibles (2004)

### Narrative
- Guilherme. Le koala qui est arrivé par internet (2005), roman pour enfants en collaboration avec Isabel Aguiar Barcelos.
- Guilherme. Le koala qui est arrivé au Pérou (2008).
- Guilherme. Le koala qui s'est changé en peluche (2015), conte pour enfants.
- Cristóbal n'aime pas les livres (Grenade: Esdrújula Éditions, 2015)

### Publications dans d'autres langues
En anglais:
- Reasons for Writing Poetry (London: Salt Publishing, 2011)
- Written in Missoula (Missoula: University of Montana Press, 2011)
- The Smoke of Distant Fires (New York: Open Letter, 2012)

Et en français:
- Quatorze Formes de mélancolie (Sète: Al-Manar, 2012)

## Prix
- Jeux Floraux de la Pontificia Université Catholique du Pérou (1980)
- Prix Municipalité de Lima (1982)
- Premier Prix à la Deuxième Biennale de Poésie Copé (1984).
- Deuxième Prix de Poésie Aula Juan Bernier 1986 pour des poètes de langue hispanique (Cordoue, Espagne).
- Prix Casa de America e Poésie Américaine (2001)
- Prix de Poésie Génération de 27 (2009)